# Eduardo Oxenford
Eduardo Valentín Oxenford (Buenos Aires, 16 de enero de 1920 - idem, 4 de febrero de 1984) fue un empresario e ingeniero argentino, que se desempeñó como ministro de Industria y Minería de la Argentina durante la presidencia de facto de Roberto Eduardo Viola entre el 29 de marzo de 1981 y 21 de agosto de 1981. Como industrial, se desempeñó como presidente de Alpargatas S. A. e integró la Unión Industrial Argentina (UIA). 

## Biografía
Egresó como Ingeniero de la Universidad de Buenos Aires y realizó posgrados en Massachusetts Institute of Technology y en Harvard. Ingresó en Alpargatas en 1939 y alcanzó la presidencia de la misma en 1981. Paralelamente a su puesto en Alpargatas, se desempeñó como vicepresidente del Banco Francés. Durante el Proceso de Reorganización Nacional, Alpargatas se convirtió en proveedor del Estado nacional.
Fue presidente y uno de los fundadores del Instituto para el Desarrollo de Empresarios en la Argentina (IDEA) e integró otras organizaciones que agrupaban a empresarios, como el Consejo Empresario Argentino.
Se desempeñó como director de Yacimientos Petrolíferos Fiscales (YPF) durante el Proceso de Reorganización Nacional entre febrero de 1979 hasta marzo de 1981. Abandonó su puesto en YPF, al ser designado como interventor de la Unión Industrial Argentina.
Su hijo, también llamado Eduardo, fue secuestrado y asesinado en 1979, por una banda especializada en el secuestro de familiares de empresarios.